# Suzana de Moraes
Susana de Mello de Moraes, mais conhecida como Suzana de Moraes (Rio de Janeiro, 5 de agosto de 1940 — Rio de Janeiro, 27 de janeiro de 2015), foi uma atriz, cineasta, roteirista e diretora brasileira.
Filha de Vinicius de Moraes e Tati de Moraes, era lésbica e oficializou em 2010 em uma cerimônia civil sua união estável com a cantora e compositora Adriana Calcanhotto, com quem vivia junto desde 1985.
Suzana sofria de câncer do endométrio, doença causadora da infecção respiratória que levou a cineasta à morte.

## Filmografia

### No cinema
| Ano  | Título                                       | Personagem        |
| ---- | -------------------------------------------- | ----------------- |
| 2010 | Partimpim Dois É Show                        | n/a               |
| 2005 | Vinicius                                     | Ela mesma         |
| 1992 | Perfume de Gardênia                          |                   |
| 1983 | Corações a Mil                               |                   |
| 1982 | Tabu                                         |                   |
| 1982 | O Homem do Pau-brasil                        | Villa-Lobos       |
| 1978 | O Gigante da América                         |                   |
| 1978 | A Noiva da Cidade                            |                   |
| 1976 | Bandalheira Infernal                         |                   |
| 1974 | O Lobisomem                                  | Gata              |
| 1971 | O Capitão Bandeira contra o Dr. Moura Brasil | Mulher do capitão |
| 1971 | Matei por Amor                               |                   |
| 1970 | Pecado Mortal                                | Suzana            |
| 1970 | Cuidado Madame                               | Empregada         |
| 1969 | Pedro Diabo Ama Rosa Meia-Noite              | Rosa Meia-Noite   |
| 1967 | Garota de Ipanema                            | Jovem             |

### Na televisão
| Ano  | Título                     | Personagem |
| ---- | -------------------------- | ---------- |
| 1970 | Assim na Terra Como no Céu | Joaninha   |
| 1970 | Verão Vermelho             | Madalena   |
| 1969 | Véu de Noiva               | Suzana     |
| 1969 | Rosa Rebelde               | Lola       |